# Murray Walker
Graeme Murray Walker, známější jako Murray Walker (10. října 1923 – 13. března 2021) byl sportovní komentátor závodů Formule 1. Narodil se v anglickém Birminghamu. Dlouhou dobu pracoval pro stanici BBC a pak přešel do ITV. Zejména ve Spojeném království byl znám pro svůj zanícený komentátorský styl.